# スタンフォード哲学百科事典
スタンフォード哲学百科事典（スタンフォードてつがくひゃっかじてん、スタンフォード哲学事典、Stanford Encyclopedia of Philosophy、 SEP）は、無料で閲覧できる、哲学専門のオンライン百科事典。使用言語は英語。各記事は編集委員によって指名された各分野の専門家によって執筆され、ピア・レビューを経た上で一般に公開されている。記事の内容は研究状況にあわせ、随時、加筆・更新されている（この際もピア・レビューを経る）。
記事数は2018年3月時点で約1600に及ぶ。管理・運営元はスタンフォード大学言語情報研究センター形而上学研究室。主席編集長はエドワード・ザルタ。

## 歴史
スタンフォード哲学百科事典は1995年、スタンフォード大学の独立研究所のひとつである言語情報研究センター（CSLI）によって始められた。当時のCSLI代表 ジョン・ペリーは、哲学に関するオンライン百科辞典を作ることでCSLIの存在感を示そうと考えた。このアイデアを元にエドワード・ザルタが、古くならない動的な百科事典であるスタンフォード大学哲学百科事典をスタートさせた。初期はCSLIからの援助でプロジェクトは支えられたが、二年後には政府機関であるNEHからグラント（研究補助金）を獲得。その後も多くのグラントを得ながら順調に発展し、2007年現在スタンフォード哲学百科辞典は1000名以上の人間に支えられる大型プロジェクトにまで成長した。編集委員は世界の学術機関に所属する大学教授などの専門家から構成され、各分野ごとに数名ずつ、全体では105名、また執筆者は全体で1143名にもなる（いずれの数字も2007年4月現在）。発足から10年を超えた今も着々と記事数を増加させている（百科事典に追加された最新記事はWhat's Newのページから見ることができる）。

## 資金

### 最初期 グラント（研究補助金）頼み
発足当初の運営費は言語情報研究センター（CSLI）自身の資金によって支えられた。しかし発足2年後からグラントが取れるようになり、そこから切れ目なくグラントを獲得する。以下にその一覧を示す。
| 期間                 | グラントを与えた機関                                                     | 金額     |
| -------------------- | ------------------------------------------------------------------------ | -------- |
| 1998年10月-2000年9月 | NEH Prservasion and Acces Division                                       | $131,400 |
| 2000年10月-2003年9月 | NSF Information and Intelligent Systems (NEHのサポートと受けて)          | $528,900 |
| 2002年2月-2002年8月  | Andrew W. Mellon Foundation                                              | $43,000  |
| 2003年10月-2005年9月 | NEH Preservation and Access Division                                     | $300,828 |
| 2005年1月-2008年12月 | NEH Office of Challenge Grants (SOLINETに対してSEP用として付与)          | $500,000 |
| 2005年10月-2007年9月 | NEH Preservation and Access Division                                     | $150,000 |
| 2005年9月-2007年8月  | William and Flora Hewlett Foundation Education, Technology, Open Content | $190,000 |

### 安定した資金源へのシフト
しかしグラントは取れるか取れないか、また金額がいくらになるのかといった点を事前にはっきりと予測することが出来ない。そのため長期的な運転資金としてグラントは相応しくないとし、現在スタンフォード哲学百科辞典はより安定した資金源へのシフトを進めている。スタンフォード哲学百科事典は「無料での閲覧」すなわちオープンアクセスの立場はこの先も維持し続けることを基本的な前提としており、一般的な学術雑誌において行われているような、閲覧を会員制にして購読料収入を得る、という方向は考えていない。現在、次の二つの資金源で運営費を賄おうと考えている。一つは様々な大学の図書館からの資金提供であり、もうひとつは世界中の個々人からの寄付である。目標として、2007年からの3年間で、様々な図書館からの資金提供で300万ドル、そして個々人の寄付からで112万5000ドル、合計412万5000ドルを集めるとしている。それぞれの大学図書館に対しては、学術雑誌を購読するような感覚で次のような金額の提供を頼んでいる。
- 哲学の博士号を授与している機関 - 年間5000ドル
- 哲学の修士号を授与している機関 - 年間2000ドル
- 哲学の学士号を授与している機関 - 年間1000ドル

2007年4月現在、世界の558の図書館がこれに応えている。これが現在のスタンフォード大学百科辞典を支える主要な資金源となっている。一方、個人からの寄付はGiving to the Stanford Encyclopedia of Philosophyのページで直接受け付けており、金額は任意となっている。

## 記事
記事は編集委員によって選ばれた各分野の専門家（主に若手から中堅）によって執筆される。記事の投稿は全てオンラインで行われる。投稿された記事は査読を受け、必要であれば修正がおこなわれる。そして査読が終了した段階で初めてオンラインで公開される。ここまでは一般的な学術雑誌と同じだが、紙製の文献と異なり、スタンフォード哲学百科事典においては一度記事が投稿されても、それで終わりという事はない。投稿された記事はその後も定期的な改訂を受ける。この過程で間違いが取り除かれ、より詳細な情報が加えられ、そして時代遅れにならないように最新の情報が付け加えられる。記事の改訂は必ずしも記事の最初の執筆者と同一人物が行うわけではなく（但しそうであることの方が多い）、別の執筆者による加筆・改訂が度々行われる。この改訂の過程も査読を要し、査読をパスした段階で初めて、改訂がオンラインで反映される。こうした記事の執筆や改訂の情報は、記事が査読をパスした段階でWhat's Newのページにリストされる（こうした記事の改訂記録は、各記事のページを開き、上部にある"Cite this entry"というリンクをクリックすることで見ることが出来る）。
各記事の最上部にはPDFテキストへのリンク（有料）およびInPho検索へのリンク、そして文献サイトPhilPapersへのリンクが置かれている。

## ミラーサーバ
スタンフォード哲学百科事典は2007年4月現在、世界3ヶ所にミラーサーバを持つ。ミラーサーバを持つ理由は次の3つである。ひとつは速いアクセススピードの実現、次に情報の並列化によるクラッシュ時の情報損失を最小限にとどめること、そして最後にメインサーバがメンテナンスを行う際の迂回用サーバとしての役割である。以下の三つの大学機関がスタンフォード哲学百科事典のミラーサーバを運営している。
- オーストラリア シドニー大学（Sydney Electronic Text and Image Service）

　　　https://digital.library.sydney.edu.au/pages/setis
- オランダ アムステルダム大学（Institute for Logic, Language and Computation）

　　　http://setis.library.usyd.edu.au/stanford/
- イギリス リーズ大学（Subject Center for Philosophical & Religious Studies）

　　　http://www.seop.leeds.ac.uk/
どのサーバも内容は本家と同じである。